# Mordellistena flaviceps
Mordellistena flaviceps là một loài bọ cánh cứng trong họ Mordellidae. Loài này được Motschulsky miêu tả khoa học năm 1863.